# 방출 조절인자
방출 조절인자(放出 調節因子, 영어: release modulator) 또는 신경전달물질 방출 조절인자(神經傳達物質 放出 調節因子, 영어: neurotransmitter release modulator)는 한 가지 이상의 신경전달물질의 방출을 조절하는 약물의 한 유형이다. 방출 조절인자는 치환된 암페타민(노르에피네프린, 도파민, 세로토닌의 방출을 유도하는)과 같은 모노아민 방출제 및 보툴리눔 독소(SNAP25를 불활성화시켜 아세틸콜린의 분비를 억제하여 세포 외 배출이 일어나는 것을 방지함)와 같은 방출 억제제를 포함한다.

## 같이 보기
- 수용체 조절인자
- 이온 통로 조절인자
- 효소 조절인자
- 재흡수 조절인자